# Semachrysa hyndi
Semachrysa hyndi is een insect uit de familie van de gaasvliegen (Chrysopidae), die tot de orde netvleugeligen (Neuroptera) behoort. 
Semachrysa hyndi is voor het eerst wetenschappelijk beschreven door Brooks in 1983.